# اخاب
اَخاب پسر عُمری پادشاه اسرائیل از پادشاهان ذکر شده در کتاب مقدس است. اخاب بن عمری بر اسرائیل در سامره بیست و دو سال سلطنت نمود. و اخاب بن عمری از همهٔ آنانی که قبل از او بودند در نظر خداوند بدتر کرد. پس از مرگ او، پسرش اَخزیا جانشین وی شد.